# Georg von Kopp
Georg von Kopp (Duderstadt, 25 juli 1837 – Opava, 4 maart 1914) was een Duits kardinaal van de Katholieke Kerk. Hij diende als bisschop van Fulda van 1881 tot 1887 en prins-bisschop van Breslau van 1881 tot 1914.

## Biografie
Georg von Kopp werd geboren in Duderstadt. Hij was de zoon van een wever en volgde een opleiding bij het gymnasium van Hildesheim. In 1856 kreeg hij werk als telegrafist bij de overheid van Hannover. Van 1858 tot 1861 studeerde Von Kopp theologie en in 1862 werd hij tot priester gewijd. Hij maakte in de kerk snel carrière en in 1872 werd hij benoemd tot vicaris-generaal te Hildesheim. Drie jaar later werd hij bisschop van Fulda. Als bisschop stak hij veel energie in de verbetering van de verstandhouding tussen de Duitse regering en de pauselijke curie. Na zijn verkiezing in de Pruisische Staatsraad wist hij de anti-katholieke mei-wetten af te zwakken.
Met de goedkeuring van de Pruisische overheid benoemde de paus Von Kopp tot prins-bisschop van Breslau. In 1893 benoemde paus Leo XIII hem tot kardinaal. Von Kopp nam deel aan het conclaaf  van 1903 dat eindigde met de verkiezing van paus Pius X.
Georg von Kopp stierf in Opava in Oostenrijks Silezië.
- Bibsys: 90622619
- Bibliothèque nationale de France: cb11972717f (data)
- Gemeinsame Normdatei: 118714031
- International Standard Name Identifier: 0000 0001 0875 8076
- Library of Congress Control Number: n84020090
- Nationale Bibliotheek van Israël: 987007308679105171
- Nationale Bibliotheek van Polen: a0000001184364
- Nederlandse Thesaurus van Auteursnamen: 073877921
- Trove: 1119069
- Virtual International Authority File: 18017037
- WorldCat: E39PBJtmB4YxM7XVbFJGmQTvHC